# El vol de l'Intruder
El vol de l'Intruder (títol original: Flight of the Intruder) és una pel·lícula estatunidenca de John Milius, estrenada l'any 1991, tret del llibre homònim de Stephen Coonts aparegut l'any 1986. L'autor comparteix les aventures del seu heroi, el pilot Jake Grafton, a través de diverses novel·les. Ha estat doblada al català.

## Argument
Durant la guerra del Vietnam, bombarders d'assalt A-6 Intruder de la US Navy realitzaven a partir de porta-avions missions de bombardeig de nit, a baixa altitud per tots els temps. No tenien armes defensives.
10 de setembre 1972, es segueix un A-6 que realitza una missió de bombardeig a baixa alçada. Li disparen de tot arreu: els fusells dels camperols armats, les metralladores de l'exèrcit nord vietnamita o míssils. L'A-6 deixa anar les seves bombes sobre el que es considera un parc de camions, però que està en un racó desert de la jungla. En la tornada, un camperol dispara l'avió i fereix greument el navegador Morgan MacPherson. El pitot
aterra sobre el porta-avions amb problemes. El navegador és evacuat, però mor. El pilot Jake Grafton queda esquitxat de sang del seu navegador. El comandant del porta-avions Camparelli resulta molt dur respecte a Jake.
Jake va a les Filipines a trobar-se amb la vídua de MacPherson, però topa amb Callie (interpretada per Rosanna Arquette), una empleada de la US Navy que ajuda les vídues i persones en dificultat.

## Repartiment
- Danny Glover: capità de fragata Frank « Dooke » Camparelli
- Willem Dafoe: capità de corbetaVirgil « Tiger » Cole
- Brad Johnson: tinent de navili Jake « Cool Hand » Grafton
- Rosanna Arquette: Callie Joy
- Tom Sizemore: Boxman
- J. Kenneth Campbell: capità de corbeta « Cowboy » Parker
- Jared Chandler: tinent de navili Jack « Razor » Barlow
- Dann Florek: capità de corbeta Mad Jack/Doc
- Madison Mason: C. A. G.
- Ving Rhames: CPO Frank McRae
- Christopher Rich: tinent de navili Morgan « Morg » McPherson
- Douglas Roberts: Guffy
- Scott N. Stevens: Hardesty
- Justin Williams: tinent de navili Sammy Lundeen
- John Corbett: « Big Augie »
- Fred Dalton Thompson: el president del tribunal marcial

## Al voltant de la pel·lícula
- Algunes escenes han estat rodades girades sobre el porta-avions estatunidenc USS Independence (CV-62) el novembre de 1989.[3]
- L'actor Ed O'Neill devia al principi actuar en el film, però durant les projeccions de prova, els espectadors el veien sempre com Al Bundy, el seu personatge de la sèrie còmica Married...with Children.[3]
- El vehicle antiaeri ZSU-23-4v1 Shilka que es veu al final mai es va utilitzar durant la guerra del Vietnam. La seva primera utilització va ser durant la guerra del Yom Kippour l'any 1973.